# Зірки на крилах
«Зірки на крилах» (рос. «Звёзды на крыльях») — український радянський художній фільм 1955 року режисера Ісаака Шмарука виробництва кіностудії імені Олександра Довженка.

## Сюжет
Майбутній льотчик, син рибалки, курсант Микола Коренюк, при виконанні навчального завдання порушує льотну дисципліну. Інструктор прощає йому цей проступок, але Микола, знову припускається грубого порушення, пікіруючи при черговому навчальному польоті на риболовецьке судно. Щоб врятувати товариша від неминучого відрахування з училища, провину бере на себе курсант Букрєєв. «Ганебний вчинок» Букрєєва засуджують товариші та керівництво...

## У ролях
- Лев Фрічинський -  курсант Володимир Букреєв
- Юрій Боголюбов -  курсант Микола Коренюк
- В'ячеслав Тихонов -  Олекса Лавринець, комсорг, курсант
- Олександр Антонов -  батько Коренюка, старий рибалка
- Валентина Куценко -  Надія, сестра Н. Коренюка
- Костянтин Барташевич -  генерал Назаров, начальник училища
- Олександр Холодков -  капітан Похитун, інструктор
- Юрій Тимошенко -  старшина Клочко
- Олексій Алексєєв -  Сергій Павлович, замполіт
- Степан Шкурат -  рибалка
- Нонна Мордюкова -  рибалка
- Караман Мгеладзе -  курсант-грузин
- Кирило Лавров -  курсант
- Клавдія Хабарова -  епізод

## Творча група
- Автор сценарію: Євген Помєщиков, В. Бєзаєв
- Режисер-постановник: Ісаак Шмарук
- Оператор-постановник: Володимир Войтенко
- Композитор: Герман Жуковський
- Текст пісень: Євгена Долматовського, Павла Тичини
- Звукооператор: Ростислав Максимцов
- Художник з декорацій: Віктор Мигулько
- Художник по костюмах: Катерина Гаккебуш
- Художник по гриму: Н. Решетило
- Оператор: Валентин Орлянкін
- Режисер монтажу: К. Шаповалова
- Асистенти режисера: Ігор Вєтров, Дмитро Капкунов, Іван Левченко
- Комбіновані зйомки: оператор — Микола Іллюшин, художник — Фелікс Вакеріса-Гальдос
- Оркестр Міністерства культури УРСР, диригент — Веніамін Тольба
- Директор картини: С. Бабанов